# Do They Know It's Christmas?
„Do They Know It's Christmas?“ je singl, který byl vydán v roce 1984 za účelem získání financí pro hladomorem trpící obyvatele Etiopie. Jejími autory byli Bob Geldof a Midge Ure a vedle jiných se na ní podíleli George Michael, Boy George, Sting, Paul Weller, Phil Collins, Bono či Rick Parfitt a Francis Rossi ze skupiny Status Quo. Roku 2014 byla představena nová verze písně za účelem získání financí na boj proti ebole; tentokrát se nahrávání účastnili například Chris Martin, Ed Sheeran, Bono, či skupina One Direction.